# Eri Hayakawa

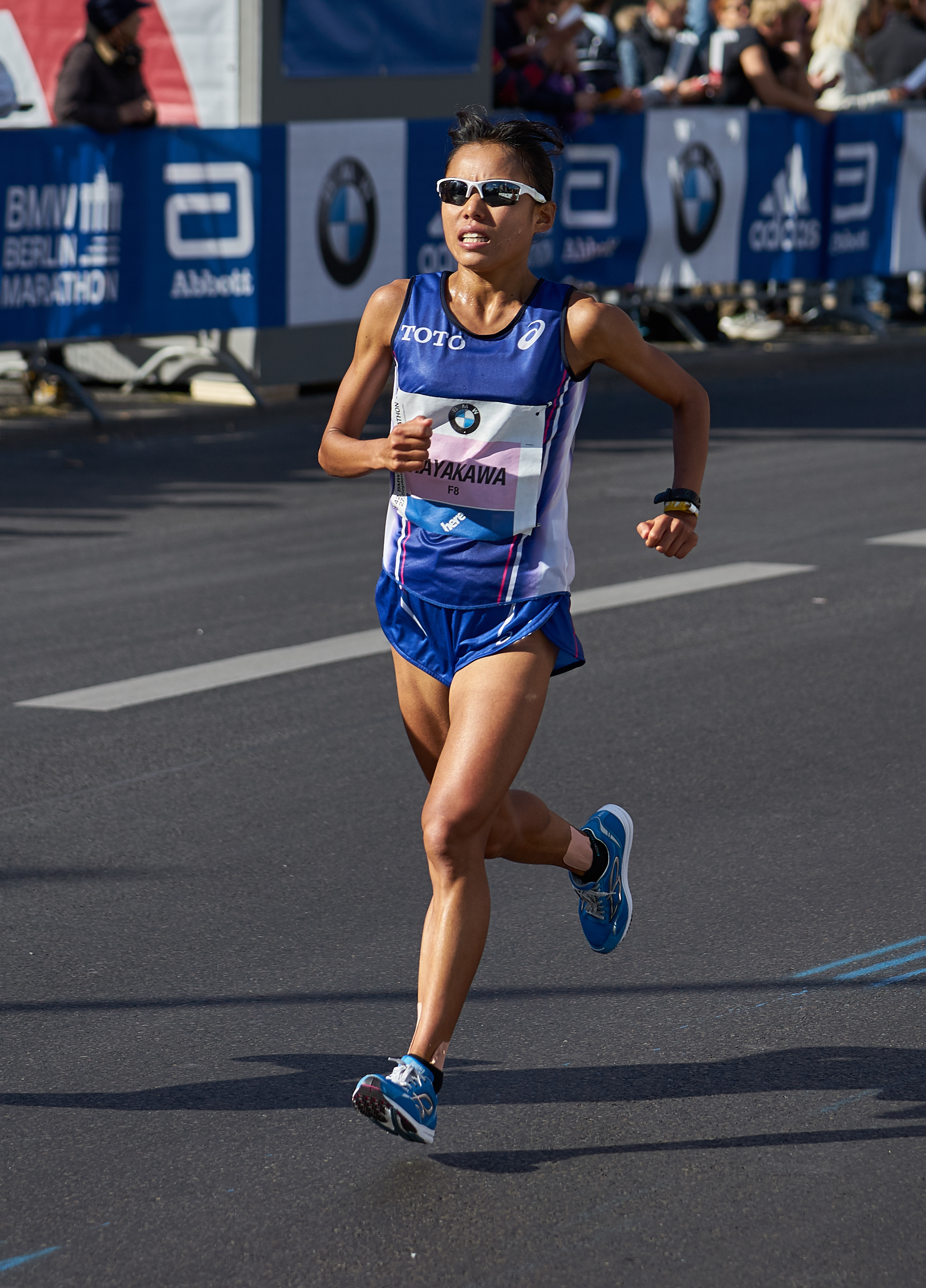
Eri Hayakawa, Berlin-Marathon 2015

Eri Hayakawa (jap. 早川 英里, Hayakawa Eri; * 15. November 1981 in der Präfektur Tokio) ist eine japanische Marathonläuferin.
2002 wurde sie Vierte beim Honolulu-Marathon, und im Jahr darauf wurde sie die erste Japanerin, die bei diesem Rennen siegte. 2004 wurde sie Achte beim Nagoya-Marathon, Sechste beim Sapporo-Halbmarathon, gewann den Hakodate-Halbmarathon und wurde Zweite in Honolulu. 2005 wurde sie jeweils Fünfte beim Sapporo-Halbmarathon und beim Chicago-Marathon und erneut Zweite in Honolulu, 2006 Zehnte beim London-Marathon und Dritte in Honolulu.
2010 wurde sie Dritte beim Nagano-Marathon, Vierte beim Athen-Marathon und Fünfte in Honolulu.
Eri Hayakawa ist eine Absolventin der Seikei-Universität und startet für das Team von Amino Vital.

## Persönliche Bestzeiten
- 5000 m: 15:47,99 min, 25. Juni 2006, Yokohama
- Halbmarathon: 1:10:14 h, 3. Juli 2005, Sapporo
- Marathon: 2:28:11 h, 12. Dezember 2004, Honolulu